# BGamer
A BGamer foi uma revista mensal portuguesa editada pela Goody Consultoria S.A., especializada em jogos para PC, para todas as videoconsolas e até para telemóveis. A revista BGamer realizava análises, antevisões, especiais e vários outros artigos relacionados com videojogos.
A revista, editada mensalmente, era sempre acompanhada de um DVD com um jogo completo. Na edição de abril de 2012, saída a 20 de março desse mesmo ano, a revista sofreu uma reestruturação, passando a ter um novo layout e mais um caderno de 16 páginas. Esta reestruturação deveu-se ao facto das revistas Maxiconsolas e Revista Oficial Playstation, do mesmo grupo editorial, terem deixado de existir, passando a BGamer a ser a única revista de videojogos à venda em solo português.
A BGamer teve a sua última edição em versão física publicada em agosto de 2014, com o número 194. Especula-se que a revista tenha chegado ao fim devido à inviabilidade do projeto. O site da BGamer manteve-se ativo até 1 de março de 2016, data em que o título deixou completamente de existir.